# Chilo polychrysa
Chilo polychrysa là một loài bướm đêm trong họ Crambidae.